# 25374 Harbrucker
25374 Harbrucker este un asteroid din centura principală de asteroizi.

## Descriere
25374 Harbrucker este un asteroid din centura principală de asteroizi. A fost descoperit pe 10 octombrie 1999 la Socorro, New Mexico, în cadrul proiectului LINEAR. Asteroidul prezintă o orbită caracterizată de o semiaxă mare de 2,28 ua, o excentricitate de 0,09 și o înclinație de 6,2° în raport cu ecliptica.